# Гинтер М. Циглер
Гинтер М. Циглер (19. мај 1963) је немачки математичар. Познат је по својим истраживањима у области дискретне математике и геометрије. У својој тридесет првој години постао је најмлађи професор Техничког универзитета у Берлину.